# István Apáthy

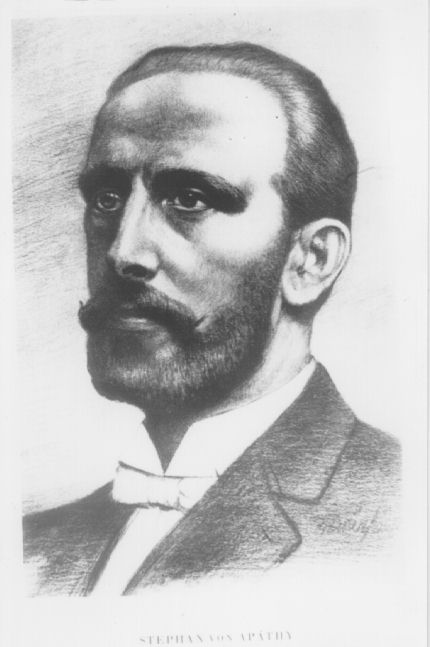
István Apáthy

István Apáthy (Stephan Apáthy, ur. 4 stycznia 1863 w Budapeszcie, zm. 1922) – węgierski zoolog i histolog, pamiętany za jego prace z dziedziny nauk medycznych i nad technikami mikroskopowymi. M.in. badał neurofibryle i ulepszył techniki mikroskopowe.